# Luis Mendoza (cyclisme)
Pour le joueur mexicain de baseball, voir Luis Mendoza. Pour les homonymes, voir Mendoza.
Mendoza  Suárez est un nom espagnol. Le premier nom de famille, en général paternel, est Mendoza ; le second, en général maternel, souvent omis, est Suárez.
Luis Fernando Mendoza Suárez, né le 24 septembre 1997 à Barquisimeto (Lara), est un coureur cycliste vénézuélien.

## Palmarès sur piste

### Championnats du Venezuela
- Carabobo 2016
  -  Champion du Venezuela de poursuite par équipes (avec Ángel Pulgar, Leonardo Torres et José Ramos)[1]
  -  Médaillé de bronze de la poursuite[2]

## Palmarès sur route

### Par année
- 2019
  - 2e du championnat du Venezuela du contre-la-montre espoirs

### Classements mondiaux
| Année            | 2019 |
| ---------------- | ---- |
| UCI America Tour | 259e |